# جون هووبر
جون هووبر (بالإنجليزية: John Hooper)‏ هو صحفي وكاتب بريطاني، ولد في 17 يوليو 1950 في وستمنستر في المملكة المتحدة.